# Amerila druryi
Amerila druryi är en fjärilsart som beskrevs av Rothschild 1914. Amerila druryi ingår i släktet Amerila och familjen björnspinnare. Inga underarter finns listade i Catalogue of Life.